# Monte Bocco
Il monte Bocco è una montagna dell'Appennino tosco-emiliano alta 1.790 metri.

## Geografia
Ubicata al confine tra Emilia e Toscana, tra i comuni di Monchio delle Corti, (Parma), e Licciana Nardi, (Massa-Carrara), la montagna è inserita nel contesto del parco nazionale dell'Appennino Tosco-Emiliano.

## La montagna
Il versante toscano della montagna è molto scosceso e inadatto ad un'agile arrampicata a causa di pareti che si gettano a strapiombo verso valle anche per seicento metri. Sul lato emiliano i sentieri di montagna sono invece più affidabili e percorribili.
Il  monte Bocco ha una caratteristica forma molto arrotondata nella sua parte terminale. La sua visione però determina sensazioni molto differenti se ammirato dal docile lato parmense oppure dal ripido lato lunigianese da cui assume un'aria minacciosa e pericolosa.

## Percorsi
La difficoltà di arrampicata sul lato lunigianese ha rappresentato per molti secoli la fortuna di questo monte, garantendo al montanaro esperto un sentiero impervio ma sicuro per il trasporto di sale, zucchero e farina, tradizionali beni oggetto di scambio e di commercio tra il mare e la pianura padana.
Marciando dal  monte Bocco in direzione del monte Bragalata, si incrocia il  passo Giovarello (1.754 m) che si trova a mezza via tra il  lago Verde e la valle di Apella (Licciana Nardi).